# Магістратська вулиця (Чернігів)
Магістратська вулиця — вулиця в Деснянському та Новозаводському районах міста Чернігова, в історичній місцевості (районі) Передграддя. Пролягає від Червоної площі до вулиці Хлібопекарської.
Долучаються вулиці Реміснича, Княжа.

## Історія
Магістратську вулицю прокладено наприкінці 18 — на початку 19 століття.
1806 року побудовано одноповерховий будинок з ротондою для магістрату, в 1866 надбудований другий поверх. У 1930-х роках цей будинок був ще раз перебудований: надбудовано третій поверх на місці розібраної ротонди. Тут була розташована Міська дума, потім з кінця 19 століття Міський банк. Після націоналізації в радянський період — обласна контора Державного банку, зараз — Управління Національного банку України в Чернігівській області (будинок № 2/16). У 1948 році будівлю знову відбудували.
Другу частину сучасної вулиці — Театральну вулицю прокладено пізніше вздовж Театральної площі (сучасної Красної), за якою отримала свою назву. На майбутній Театральній вулиці були розташовані солдатські казарми, з 1877 — міське 3-класне училище, нині — кінотеатр «імені М. О. Щорса» (будинок № 3). Далі розташований Будинок державного банку — нині Чернігівська міськрада (будинок № 7/15). У західній частині Театральної площі було розбито Театральний сквер у період 1898—1899 років.
1935 року Магістратську вулицю і частину Театральної вулиці об'єднано в єдину вулицю Куйбишева — на честь російського революціонера і радянського діяча Валеріана Куйбишева. А частина вулиці відійшла до площі Куйбишева.
7 червня 2001 вулиці повернуто історичну назву — на честь міської думи і магістрату, які були розташовані на ній в 19 столітті.

## Забудова
Вулиця пролягає у південно-західному напрямку паралельно до вулиць Князя Чорного та Коцюбинського.
На початку вулиці (до примикання Княжої вулиці) непарна сторона зайнята установами обслуговування, парна — сквер Магдебурзького права. Далі непарна сторона зайнята малоповерховою (2-3-поверхові будинки) та багатоповерховою (5-9-поверхові будинки) житловою забудовою, парна — малоповерховою житловою (3-поверхові будинки) та садибною забудовою.
На початку вулиці в період 1926—1941 року був розташований Санітарно-бактеріологічний інститут. Під час Другої світової війни ці два будинки згоріли. У повоєнні роки в період 1948—1957 рр. у них розташовувалися міські комітети партії та комсомолу, потім — дитяча лікарня, обласна стоматологічна поліклініка. Згодом простір між ними забудували, об'єднавши в єдину будівлю (будинок № 19).

У 1930-і роки збудовано 3-поверховий житловий будинок (№ 4), у 1970-і роки — два 9-поверхові житлові будинки однотипної серії (№ 9/18, 21/11).

Будівля готелю «Десна» (справа) і Чернігівський обласний молодіжний центр (зліва) Будівля готелю «Десна» (справа) і Чернігівський обласний молодіжний центр (зліва)
Будинок Чернігівської міської ради Будинок Чернігівської міської ради
Будівля Державної судової адміністрації України Будівля Державної судової адміністрації України
Будинок дворянської сім'ї Гортинських Будинок дворянської сім'ї Гортинських

Установи:
1. будинок № 1/20 — Господарський суд Чернігівської області
2. будинок № 2/16 — Управління Національного банку України в Чернігівській області
3. будинок № 3 — Чернігівський обласний молодіжний центр — колишній кінотеатр імені М. О. Щорса
4. будинок № 7/15 — Чернігівська міська рада
5. будинок № 19 — Обласна стоматологічна поліклініка
6. будинок № 1/20 — Будинок готелю «Десна»
7. будинок № 2/16 — Будинок міського банку
8. будинок № 3 — Будинок кінотеатру імені М. А. Щорса
9. будинок № 7/15 — Будинок державного банку

Є ряд значних і пересічних історичних будівель, що є пам'ятниками архітектури чи історії: садибні будинки № 6/14, 8, 10, 17/16; 2-поверхові будинки № 11, 19 (частина будинку).
1. у сквері імені М. М. Попудренка — Могила керівника партизанського об'єднання М. М. Попудренка — місцевого значення, перенесена 10 липня 2017 року на цвинтар «Яцево»[6][7]
2. у сквері імені М. М. Попудренка — Могила В. А. Капранова (1904—1950) — заступника керівника партизанського об'єднання М. М. Попудренка — місцевого значення, перенесена 10 липня 2017 року на цвинтар «Яцево»[6][7]
3. у сквері імені М. М. Попудренка — Братська могила 24 радянських воїнів, які загинули восени 1943 року при звільненні Чернігова та форсуванні Дніпра (1943) — місцевого значення
4. будинок № 19 — Будинок дворянської родини Гортинських — знову виявлений

Є ряд значних і пересічних історичних будівель, що є пам'ятниками архітектури чи історії: садибні будинки № 6/14, 8, 10, 17/16; 2-поверхові будинки № 11, 19 (частина будинку).
Пам'ятники природи місцевого значення:
1. будинок № 2/16 — Чернігівському міському голові Василю Михайловичу Хижнякову (з барельєфом) — на будівлі, де працював (1875—1887)

Пам'ятники природи місцевого значення:
1. біля будинку № 19 — віковий дуб